# Roland Graßberger (Mediziner)

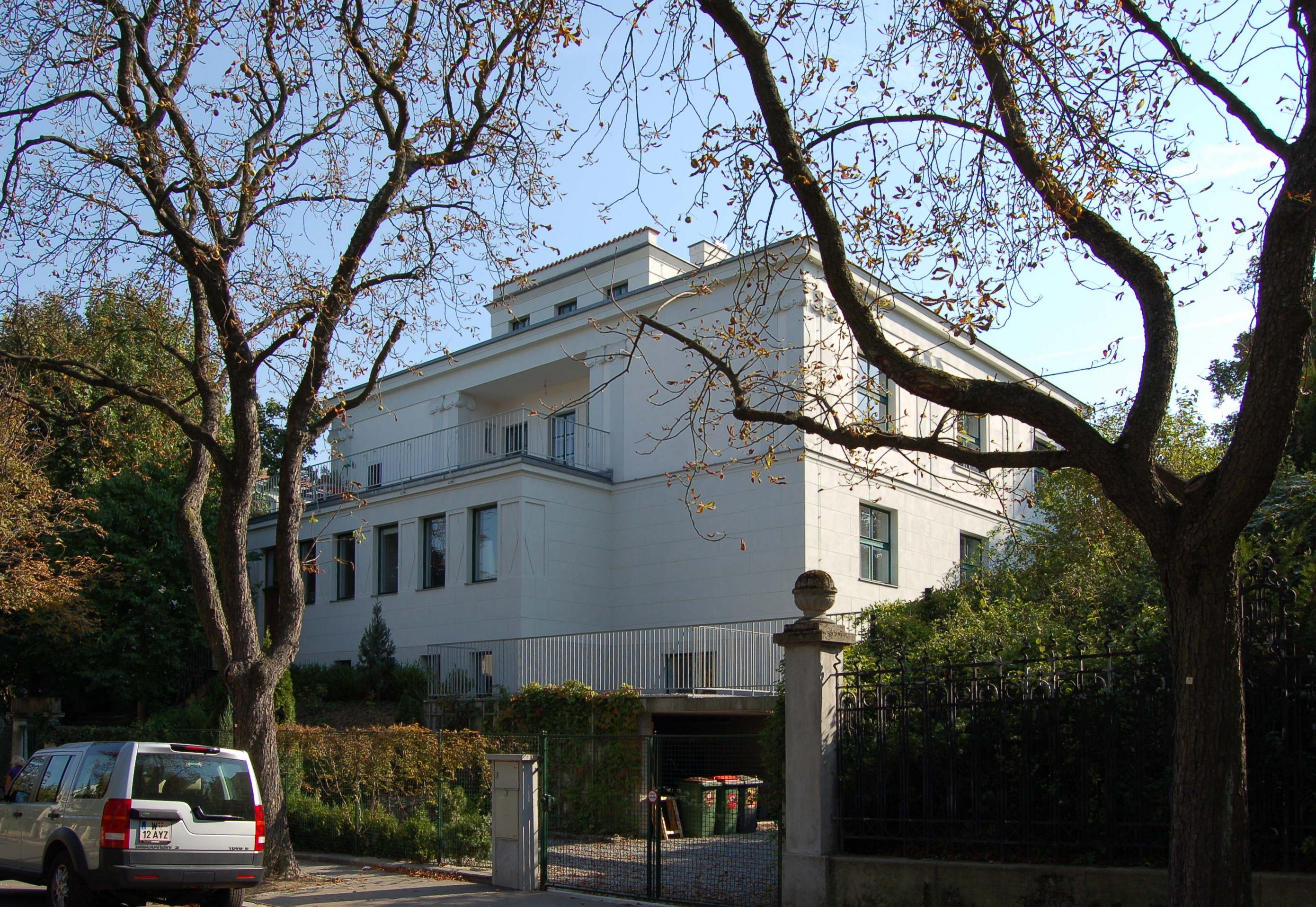
Die von Jože Plečnik gestaltete Villa Graßberger in Wien-Hernals 2011 nach ihrer Rückführung in den Originalzustand

Roland Graßberger (* 26. November 1867 in Salzburg; † 4. Dezember 1956 in Wien) war ein österreichischer Hygieniker.

## Leben
Roland Graßberger, Sohn des praktischen Arztes Karl Graßberger (1836–1881) sowie der Arzttochter Maria geborene Wöhler (1840–1910), wandte sich nach der abgelegten Matura dem Studium der Medizin an der Universität Wien zu, das er 1892 mit dem Erwerb des akademischen Grades eines Dr. med. abschloss.
Nachdem Graßberger im Anschluss als anatomischer Demonstrant, Hospitant sowie Sekundararzt beschäftigt gewesen war, übernahm er 1897 eine Assistentenstelle am Hygienischen Institut der Universität Wien, zunächst unter Max von Gruber, anschließend unter Arthur Schattenfroh. Graßberger habilitierte sich 1902 als Privatdozent für Hygiene, 1906 wurde er zum außerordentlichen Professor befördert, 1917 erhielt er den Titel eines ordentlichen Professors. 1924 wurde Roland Graßberger zum Ordinarius sowie Vorstand des Institutes bestellt, 1936 erfolgte seine Versetzung in den Ruhestand.
Der als wirkliches Mitglied in die österreichische Akademie der Wissenschaften aufgenommene Roland Graßberger trat mit Arbeiten über anaerobe Sporenbilder und deren Toxinbildungsvermögen, Milch- und Trinkwasserhygiene, Wohn-, Schul- und Gewerbehygiene, Desinfektion und Ungezieferbekämpfung hervor.
Roland Graßberger war mit der Arzttochter Mathilde geborene Rabl (1870–1938) verheiratet, mit der er vier Kinder hatte, darunter den renommierten Strafrechtler Roland Graßberger junior. 1908 ließ sich Graßberger durch den Architekten Jože Plečnik eine Villa in Wien-Hernals erbauen, die heute unter Denkmalschutz steht. Graßberger verstarb 1957 im Alter von 89 Jahren in Wien und ist in Bad Hall in Oberösterreich begraben.

## Publikationen
- Die gesetzlichen Verordnungen über Schulgesundheitspflege in Oesterreich, F. Deuticke, Wien, 1900
- Die Desinfektion in Theorie und Praxis für Arzte, Chemiker und Ingenieure, Hirzel, Leipzig, 1913
- Ueber das Ausschwefeln von Ungeziefer, Braumüller, Wien, Leipzig, 1915
- Über Milch und Milchverfälschung : [Vortrag gehalten am 14. Verbandstage des Verbandes deutscher Bahnärzte in Wien am 31. August 1927], M. Perles, Wien, 1928
- Über Krankheitsübertragung durch Nahrungsmittel : [Vortrag, gehalten im Fortbildungskurs der Wiener medizinischen Fakultät (Landärztekurs, Oktober 1928)], M. Perles, Wien, 1929
- Mit Alfred Luszczak: Die Verhütung von Unfällen im Betriebe von Schwefelbädern auf Grundlage eines an das Gericht erstatteten Gutachtens, Urban & Schwarzenberg, Berlin, Wien, 1932
- Mit Alfred Luszczak: Die Gasflamme als Luftprüfer : (Theorie und Praxis der Aerokrit) Experimentalvortrag, gehalten in der Österreichischen Gesellschaft für Gesundheitspflege am 25. Januar 1934, Urban & Schwarzenberg, Berlin, Wien, 1934